# Distrikt Pampa Hermosa (Ucayali)
Der Distrikt Pampa Hermosa liegt in der Provinz Ucayali in der Region Loreto in Nordost-Peru. Der Distrikt wurde am 15. September 1961 gegründet. Er hat eine Fläche von 7477 km². Beim Zensus 2017 wurden 5388 Einwohner gezählt. Im Jahr 1993 lag die Einwohnerzahl 3603, im Jahr 2007 bei 7322. Sitz der Distriktverwaltung ist die 132 m hoch am Westufer des Río Ucayali gelegene Ortschaft Pampa Hermosa mit 1148 Einwohnern (Stand 2017). Pampa Hermosa liegt 35 km nordwestlich der Provinzhauptstadt Contamana.

## Geographische Lage
Der Distrikt Pampa Hermosa liegt im Westen der Provinz Ucayali. Die Längsausdehnung in WSW-ONO-Richtung beträgt knapp 130 km. Der Distrikt reicht von der Cordillera Azul im Westen bis zum Río Ucayali im Osten am Westrand des Amazonasbeckens. Der Río Cushabatay entwässert das Areal nach Osten zum Río Ucayali. Das Gebiet besteht hauptsächlich aus tropischem Regenwald. Im Südwesten liegt der Nationalpark Cordillera Azul.
Der Distrikt Pampa Hermosa grenzt im Westen an die Distrikte Alto Biavo, Bajo Biavo (beide in der Provinz Bellavista), Shamboyacu und Tres Unidos (Provinz Picota), im Norden an die Distrikte Chazuta und Huimbayoc (beide in der Provinz San Martín), im Nordosten an die Distrikte Sarayacu, Vargas Guerra und Inahuaya sowie im Osten an den Distrikt Contamana.